# St. Vitus (Erlinghausen)
Die römisch-katholische Kirche St. Vitus ist ein denkmalgeschütztes Kirchengebäude in Erlinghausen, einem Ortsteil von Marsberg im Hochsauerlandkreis (Nordrhein-Westfalen). Die Gemeinde gehört zum Pastoralverband Marsberg-Mitte im Erzbistum Paderborn.

## Geschichte

### Erste Kapelle
Ob schon im Mittelalter eine Kirche im Ort existierte, ist nicht sicher. Eine urkundliche Überlieferung dazu gibt es nicht. Über die Entstehungsgeschichte der ersten Kirche aus dem Jahr 1667 ist keine Überlieferung vorhanden, sie stand an der Stelle des heutigen Gebäudes. Als Gründer dieser Kapelle wurde auf einem Holzbrett über dem Eingang der Ferdinand von Metternich, ein Propst des Stiftes, genannt. Das Fachwerkgebäude mit einer Grundfläche von etwa 70 Quadratmetern, war ursprünglich mit einem Strohdach gedeckt und nach 1800 mit Dachpfannen. Der Altarraum war etwas schmaler als der Hauptraum, dessen Wände durch je zwei Fenster an den Längsseiten gegliedert waren. Diese Kapelle, von der es keine Abbildung gibt, wurde 1869 abgebrochen. Von der Ausstattung ist die Figur des hl. Vitus erhalten. Im Dachreiter hing eine Glocke, die heute in der Friedhofskapelle läutet.

### Heutige Kirche
Wegen Baumängeln an der alten Kapelle wurde ein Neubau in Angriff genommen. Die ursprünglichen Baupläne änderte der Diözesanbaumeister Arnold Güldenpfennig auf Betreiben der Regierung in Arnsberg und der bischöflichen Behörde in Paderborn zu einer einfacheren Bauweise ab. Die Grundsteinlegung erfolgte am 20. Juni 1869, die Einweihung nahm Dechant Caspari am 25. Juni 1871 vor. Schon einige Jahrzehnte nach der Fertigstellung erwies sich die Kapelle als zu klein.
Die neugotische Hallenkirche zu drei Schiffen wurde 1900 nach Plänen des Kirchenbaumeisters Tegethoff aus Marsberg erweitert, Die Konsekration nahm Bischof Wilms aus Paderborn 1905 vor. Der Kirchenmaler Heinz Mühlenbein aus Marsberg gestaltete 1942 den Innenraum um. Der alte Kirchturm von 1870 zeigte größere Schäden, die Gemeindemitglieder bauten 1956 den wuchtigen 24 Meter hohen Kirchturm, zum großen Teil in Eigenleistung, dem Gebäude vor. Eine neue Kirchturmuhr baute 1967 die Firma Kisselbach aus Kassel ein, sie ersetzte die Uhr von 1886, die der Uhrmacher August Dicke aus Niedermarsberg anfertigte. 
Den Beschlüssen des Zweiten Vatikanischen Konzils gemäß wurde 1972 der Innenraum umgestaltet, die alte Kanzel abgebrochen und nicht wieder eingebaut.

### Geschichte der Gemeinde
Der erste Geistliche kam 1863 in den Ort, die Erhebung zur Pfarrvikarie erfolgte 1915.

## Ausstattung
- Die hölzerne Tragefigur des hl. Vitus wurde vermutlich zum Ende des 16. Jahrhunderts geschnitzt. Sie wurde bei Prozessionen mitgeführt.[8][9]
- Der neugotische Hochaltar ist eine Arbeit des Bildhauers Franz Larenz aus Niedermarsberg.[10]